# Пинкове звезде (2. сезона)
Друга сезона музичког такмичења Пинкове звезде премијерно је емитована 5. септембра 2015. године на Пинк ТВ. Водитељ је Милан Калинић, а жири Бора Ђорђевић, Светлана Цеца Ражнатовић, Харис Џиновић, Марина Туцаковић и Мирослав Илић. Мите Стоилков из Скопља је 28. јуна 2016. године победио.
После првих неколико емисија ове сезоне, уместо Мирослава Илића састав жирија је чинила Зорица Брунцлик, па се Мирослав поново вратио. У фебруару 2016. године, Цеца се повукла са снимања из здравствених разлога па су је мењали Александар Милић Мили и Рада Манојловић, а Рада је касније мењала и Хариса Џиновића.

## Учесници
- Един Алибашић
- Магдалена Врачић
- Јелена Ђурић
- Ивана Кековић
- Сузана Кнежевић
- Адам Лабунски
- Јанко Ристановић
- Мите Стоилков
- Енис Тодић
- Ања Томић
- Дијана Хазировић
- Марко Шабановић